# Franc-tireur

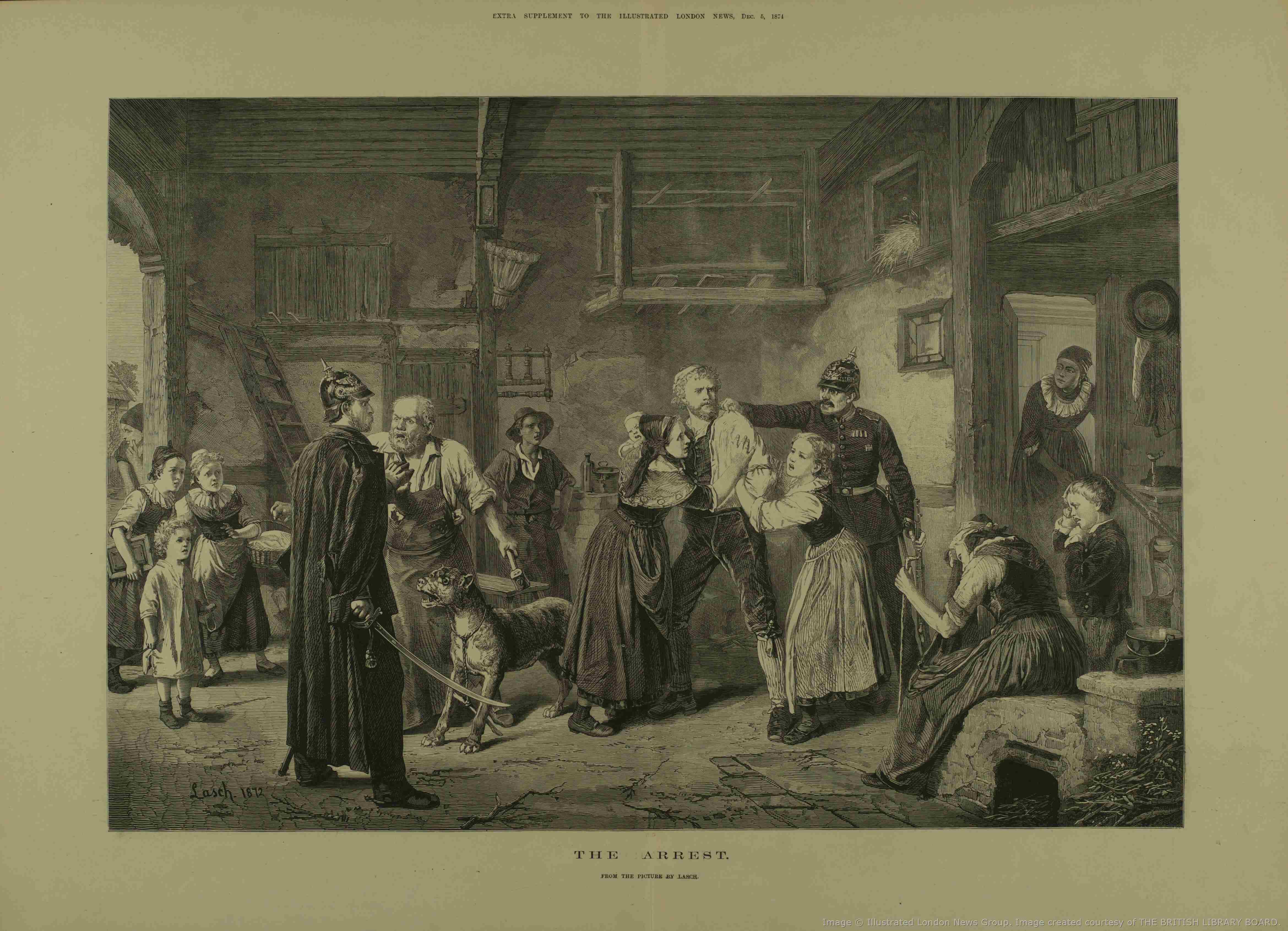
De gevangenneming van een franc-tireur (C.J. Lasch 1822-1888)

Een franc-tireur of vrijschutter is een persoon die een invallend vijandelijk leger nadeel probeert te berokkenen, zonder dat hij een militair is (een lid van een geregelde strijdmacht) en een uniform draagt dat hem als zodanig kenbaar maakt. Het gaat dan ook om burgerstrijders die niet als militair worden erkend door hun eigen of een buitenlandse overheid. Guerrillastrijders zijn doorgaans francs-tireurs. Een franc-tireur is echter niet hetzelfde als een paramilitair.
Het begrip verwierf bekendheid in de Frans-Duitse Oorlog van 1870-1871, toen Franse strijders, die volgens Frankrijk tot de geregelde troepen behoorden, niet door Duitsland als zodanig werden erkend. Daardoor ontstonden problemen rond het krijgsgevangenschap. In het Landoorlogreglement van het Vierde Haagse Verdrag uit 1907 werden bepalingen opgenomen waar francs-tireurs aan moesten voldoen.
Tijdens de Duitse invasie van België in 1914 werd de onverwacht heftige tegenstand beschouwd als het werk van franc-tireurs. Hoewel daar geen sprake van was, kreeg de burgerbevolking te maken met bloedige 'vergelding' (de zogenaamde Rape of Belgium).
Op francs-tireurs zijn de internationale overeenkomsten over de behandeling van krijgsgevangenen – bijvoorbeeld de Conventie van Genève – niet altijd van toepassing.